# Gerrhopilus
Gerrhopilus ist eine Schlangengattung aus der Überfamilie der Blindschlangenartigen (Typhlopoidea). Die Gattung wurde 1843 durch den österreichischen Zoologen Leopold Fitzinger beschrieben und gehörte ursprünglich zur Familie der Blindschlangen (Typhlopidae). Nicolas Vidal und Kollegen stellten die Gattung 2010 in die monogenerische Familie Gerrhopilidae. Gerrhopilus-Arten kommen in Süd- und Südostasien und auf Neuguinea vor.

## Merkmale
Wie alle Blindschlangenartigen sind die Gerrhopilus-Arten kleine, unterirdisch lebende, wurmähnliche Schlangen von 15 bis 30 Zentimetern Körperlänge. Sie unterscheiden sich von den Blindschlangen durch drüsenartige Strukturen, die sich auf den Kopfschuppen befinden, vor allem an der Kehle, weniger auf der Kopfoberseite vor den Augen. Ein weiterer Unterschied ist die bei Gerrhopilus geteilte Präocularia (Schuppe vor dem Auge (von der Schnauzenspitze aus)) und eine Überlappung der Präocularia durch die zweite Supralabiale (nicht bei G. tindalli).

## Systematik
Die Gerrhopilidae sind die Schwestergruppe einer gemeinsamen Klade der Blindschlangen (Typhlopidae) mit den Xenotyphlopidae.
Es sind 28 Arten bekannt (Stand: Mai 2023):
- Gerrhopilus addisoni Kraus, 2017
- Gerrhopilus andamanensis (Stoliczka, 1871)
- Gerrhopilus ater (Schlegel, 1839) (Typusart)
- Gerrhopilus beddomii (Boulenger, 1890)
- Gerrhopilus bisubocularis (Boettger, 1893)
- Gerrhopilus ceylonicus (Smith, 1943)
- Gerrhopilus depressiceps (Sternfeld, 1913)
- Gerrhopilus eurydice Kraus, 2017
- Gerrhopilus flavinotatus Kraus, 2023
- Gerrhopilus floweri (Boulenger, 1899)
- Gerrhopilus fredparkeri (Wallach, 1996)
- Gerrhopilus hades (Kraus, 2005)
- Gerrhopilus hedraeus (Savage, 1950)
- Gerrhopilus inornatus (Boulenger, 1888)
- Gerrhopilus lestes Kraus, 2017
- Gerrhopilus lorealis Kraus, 2023
- Gerrhopilus mcdowelli (Wallach, 1996)
- Gerrhopilus mirus (Jan, 1860)
- Gerrhopilus oligolepis (Wall, 1909)
- Gerrhopilus papuanorum Kraus, 2023
- Gerrhopilus persephone Kraus, 2017
- Gerrhopilus polyadenus Kraus, 2023
- Gerrhopilus slapcinskyi Kraus, 2023
- Gerrhopilus sumatranus Wynn, 2021
- Gerrhopilus suturalis (Brongersma, 1934)
- Gerrhopilus thurstoni (Boettger, 1890)
- Gerrhopilus tindalli (Smith, 1943)
- Gerrhopilus wallachi Kraus, 2023